# KH-7 27
KH-7 27 – amerykański satelita rozpoznawczy; dwudziesty siódmy statek serii KeyHole-7 GAMBIT programu CORONA. Jego zadaniem było wykonywanie wywiadowczych zdjęć Ziemi o rozdzielczości przy gruncie około 46 cm.

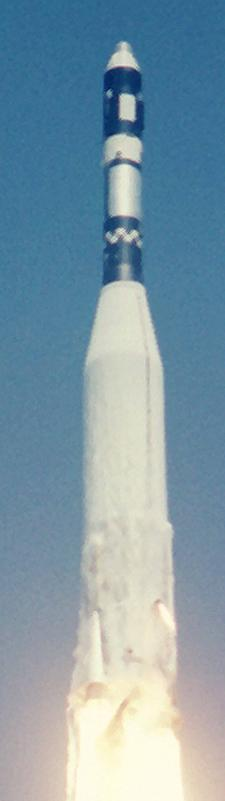
Start rakiety Atlas SLV-3 Agena D z satelitą wywiadowczym KH-7 27.